# El Tejar (Málaga)

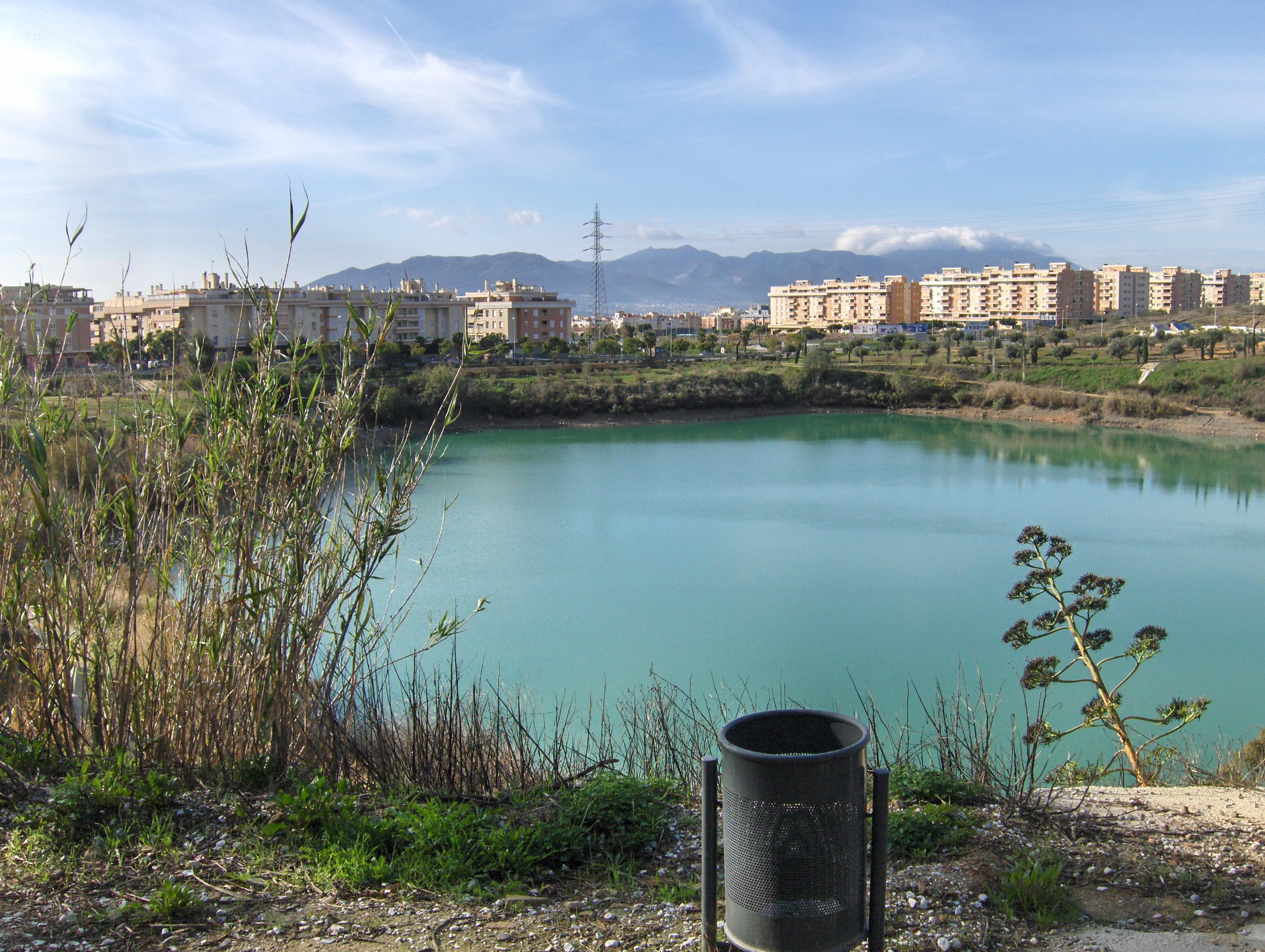
Vista desde el parque de la Laguna de la Barrera de los bloques residenciales de El Tejar (a la izquierda) y Torre Atalaya (a la derecha).

El Tejar es un barrio perteneciente al distrito Teatinos-Universidad de la ciudad andaluza de Málaga, España. Según la delimitación oficial del ayuntamiento, limita al norte con el barrio de Los Molinos; al este, con Los Molinos Colonia Santa Inés; y al sur, con Ciudad Santa Inés; y al este, con Torre Atalaya y Los Ramos.
En este barrio se encuentra la Laguna de la Barrera.

## Transporte
En autobús queda conectado mediante las siguientes líneas de la EMT: 
| Línea | Trayecto                               | Recorrido | Frecuencia                              |
| ----- | -------------------------------------- | --------- | --------------------------------------- |
| 21    | Alameda Principal - Puerto de la Torre | Recorrido | 12 minutos                              |
| 23    | Alameda Principal - Parque Cementerio  | Recorrido | 25-30 minutos                           |
| N4    | Alameda Principal - Puerto de la Torre | Recorrido | 23.30, 1.00 (Alameda) 0.15 (Pto. Torre) |